# (7078) Unojönsson
7078 Unojonsson (1985 UH3) – planetoida z pasa głównego asteroid okrążająca Słońce w ciągu 3,8 lat w średniej odległości 2,43 j.a. Odkryta 17 października 1985 roku.